# Kjell P. Dahlströms Minne
Kjell P. Dahlströms Minne är ett travlopp för femåriga varmblod som körs på Mantorptravet utanför Mjölby i Östergötlands län. Det är ett hyllningslopp till Kjell P. Dahlström som var tränaren bakom stjärnhästen Ina Scot, som bland annat vann Prix d'Amérique 1995. Loppet körs över distansen 2140 meter med autostart.

## Vinnare
| År   | Häst             | Kusk                  | Tränare               | Tid    | Odds  |
| ---- | ---------------- | --------------------- | --------------------- | ------ | ----- |
| 2024 | Demon            | Carl Johan Jepson     | Gennaro Casillo       | 1.11,2 | 6.94  |
| 2023 | Mellby Jinx      | Daniel Wäjersten      | Daniel Wäjersten      | 1.12,8 | 2.55  |
| 2022 | Mister Hercules  | Örjan Kihlström       | Daniel Redén          | 1.11,6 | 2.71  |
| 2021 | Summit in Sight  | Örjan Kihlström       | Daniel Redén          | 1.12,9 | 1.43  |
| 2020 | Missle Hill      | Örjan Kihlström       | Daniel Redén          | 1.11,5 | 1.75  |
| 2019 | Zack's Zoomer    | Örjan Kihlström       | Stefan Melander       | 1.14,1 | 1.83  |
| 2018 | Cyber Lane       | Johan Untersteiner    | Johan Untersteiner    | 1.12,0 | 1.61  |
| 2017 | In Toto Sund     | Örjan Kihlström       | Daniel Redén          | 1.13,6 | 4.64  |
| 2016 | Daily Lovin      | Örjan Kihlström       | Daniel Redén          | 1.12,0 | 3.52  |
| 2015 | Papagayo E.      | Ulf Ohlsson           | Jan Kristian Waaler   | 1.11,5 | 8.00  |
| 2014 | Support Justice  | Geir Vegard Gundersen | Geir Vegard Gundersen | 1.12,6 | 5.14  |
| 2013 | Oasis Bi         | Björn Goop            | Stefan P Pettersson   | 1.12,9 | 1.75  |
| 2012 | Deuxieme Picsous | Johnny Takter         | Johan Lejon           | 1.12,4 | 9.70  |
| 2011 | Joke Face        | Lutfi Kolgjini        | Lutfi Kolgjini        | 1.13,5 | 2.23  |
| 2010 | Spring Erom      | Ulf Ohlsson           | Håkan Olofsson        | 1.13,5 | 13.91 |